# Ataenius edungalbae
Ataenius edungalbae är en skalbaggsart som beskrevs av Zdzisława Stebnicka och Henry Fuller Howden 1997. Ataenius edungalbae ingår i släktet Ataenius och familjen Aphodiidae. Inga underarter finns listade.